# Spilichneumon jezoensis
Spilichneumon jezoensis är en stekelart som beskrevs av Tohru Uchida 1926. Spilichneumon jezoensis ingår i släktet Spilichneumon och familjen brokparasitsteklar. Inga underarter finns listade i Catalogue of Life.